# Майк Оллсап
Майкл Оллсап (англ. Michael Allsup, нар. 8 березня 1947) — американський гітарист, більше відомий як учасник рок-н-рольної групи Three Dog Night.
Батьки Оллсапа були родом з Оклахоми, але пізніше переїхали в невелике містечко Імпайр, розташований неподалік від Модесто, штат Каліфорнія. Оллсап зацікавився гітарою в підлітковому віці, і почав свою музичну кар'єру, граючи в групі з деякими друзями з середньої школи. Він грав у багатьох місцевих колективах до переїзду в Лос-Анджелес в 1968 році, де познайомився з вокальним тріо (Денні Хаттон, Чак Негрон, Корі Уеллс), у яких був контракт з лейблом Dunhill Records і шукали аккомпанімірующіх музикантів. Оллсап приєднався до їхнього нового групі Three Dog Night, яка мала великий комерційний успіх в кінці 1960-х-початку 1970-х рр. У той же час він бере участь в записі альбому Кіма Фоулі Outrageous.
У 2006 році він переїхав в Модесто, штат Каліфорнія і досі грає в Three Dog Night.